# Louis Fan (acteur)
Ne doit pas être confondu avec Louis Fan.
Louis Fan, de son vrai nom Fan Siu-wong (樊少皇, né le 19 juin 1973), est un acteur hongkongais connu pour son rôle de Ricky dans Riki-Oh: The Story of Ricky (1991) et de Jin Shanzhao dans Ip Man (2008) et Ip Man 2 (2010), ainsi que pour ses apparitions dans quelques séries télévisées de TVB. 

## Biographie
Fils de Fan Mei-sheng, un acteur de la Shaw Brothers, Louis Fan a 14 ans lorsque son père l'envoie à Xuzhou en Chine pour apprendre la gymnastique et le wushu.
Après avoir terminé son apprentissage, Fan entre dans l'industrie cinématographique hongkongaise et fait ses débuts dans un premier rôle dans The Stone Age Warriors (1991) de Stanley Tong. La même année, à 18 ans, il interprète le rôle principal dans Riki-Oh: The Story of Ricky, une adaptation du manga Riki-Oh (en).
Il est sous un contrat avec la chaîne TVB tout au long des années 1990 et apparaît dans plusieurs dramas tels que Demi-Gods and Semi-Devils (en) (1997) et Young Hero Fong Sai Yuk (en) (1999). Il quitte ensuite TVB et joue des séries télévisées taïwanaises et de Chine continentale avant de se concentrer sur le cinéma.
Il est aussi connu pour interpréter le personnage de Jin Shanzhao, le combattant du nord, dans Ip Man (2008), avec Donnie Yen dans le rôle d'Ip Man. Sa prestation lui vaut une nomination de meilleur acteur dans un second rôle à la 28e cérémonie des Hong Kong Film Awards en 2009. Il reprend son rôle dans la suite Ip Man 2 (2010) et joue un nouveau personnage la même année dans Ip Man : La légende est née (2010), un autre film sur le maître de wing chun mais sans lien avec Ip Man et Ip Man 2.

## Vie privée
Louis Fan a une fille et un fils, nommé Alan, nés hors mariage d'une ancienne petite amie dont il s'est séparé en 2002. En 2012, il commence à sortir avec l'actrice et chanteuse JJ Jia (en). Après avoir annoncé leurs fiançailles en novembre, ils se marient le 1er janvier 2016 lors d'une cérémonie privée à Hong Kong. En novembre 2017, ils ont eu une fille, surnommée Petit bol de riz (小飯兜).

## Filmographie

### Cinéma
- Amsterdam Connection (1978) : le petit frère de Fannie
- Descendant of the Sun (1983)
- The Master Strikes Back (1985) : Tung Hsiao Feng
- Goodbye Mammie (1986)
- Immortal Story (1986) : Li Wen Chi (adolescent)
- Une Flic de choc (1986) : Yu Chi-Wen/Sammy
- Silent Love (1986) : Petit Dragon
- Dragons of the Orient (1988)
- The Stone Age Warriors (1991) : Lung Fei
- Riki-Oh: The Story of Ricky (1991) : Riki-Oh Saiga
- Chu sheng zhi du (1993)
- Supercop 2 (1993) : Alan Wong
- OCTB (1994) : Tak
- Master of Zen (1994) : Son Kwong/Wei Ho
- Fearless Match (1994)
- Portrait of a Serial Rapist (1994) : un policier
- Water Tank Murder Mystery (1994)
- Chak wong (1995) - Smarty
- Twist (1995, court-métrage)
- Informer (1995)
- The Death Games (1997)
- Unbeatables (2000)
- Huo wu yao yang (2001)
- Spy Gear (2001)
- The Story of Freeman (2001) : Loon
- Legend of Black Mask (2001) : Yung Chi Lieh/La Mort
- Shadow Mask (2001) : Fu Tien-Ming/Shadow Mask
- Hei se lei tai (2002) : Alex Wong
- Flying Dragon, Leaping Tiger (2002) : Bai Xiao Hu
- Invincible (2003)
- Lethal Cop (2003)
- Hot & Spicy (2003)
- The Boxing King (2003)
- Excessive Force (2004) : Hak/Frère Noir
- Kung Fu Fighter (2007) : Sam Long
- Wu Seng (2007) -: Yang Wu
- Shao Lin jiang shi tian ji (2007) : Dragon Zhao/Steed Zhao
- The Moss (2008) : un mendiant
- Connected (2008) : Tong
- Butterfly Lovers (2008)
- Ip Man (2008) : Jin
- Give Love (2009)
- Kung Fu Chefs (2009) : Wong Kai Joe
- On His Majesty's Secret Service (2009) : Seigneur Licorne
- Split Second Murders (2009) : Frère Guo
- Just Another Pandora's Box (2010) : Zhang Fei
- Beauty on Duty! (2010) : Donnie Yuen
- Time Warriors : La Révolte des mutants (2010) : Kalong
- Ip Man 2 (2010) : Jin Shan Zhao/Kam Shan-chau
- Ip Man : La légende est née (2010) : Ip Tin-chi/Tanaka Eiketsu
- Flirting Scholar 2 (2010) : Grand Master
- A Chinese Ghost Story (2011) : Ha Suet Fung Lui
- Dragon Gate, la légende des Sabres volants (2011) : Ma Jinliang
- Choy Lee Fut Kung Fu (2011)
- On My Way (2012)
- Palace (2012)
- Wu Dang (2012) : Shui Heyi
- Pororo, The Racing Adventure (2013) : Zhong
- Shimajirô to fufu no daibôken - sukue nanairo no hana (2013) : Donile Leung
- Pay Back (2013)
- The Monkey King (2014) : Juling Shen
- Gekijouban Shimajirou no wao!: Shimajirou to kujira no uta (2014) : Goki Xu
- Unbeatable Youth (2014)
- Fight for Glory (2014)
- Kung Fu Jungle (aussi appelé Kung Fu Killer) (2014) : Hung Yip
- Gekijouban Shimajirou no wao!: Shimajirou to ehon no kuni (2016) : Li San Jung
- Bounty Hunters (2016) : Bao Bao
- Gekijouban Shimajirou no wao!: Shimajirou to niji no oashisu (2017) : Man Gon Leung
- Return of Wukong (2017)
- The Bravest Escort Group (2018)
- Te zhong shi ming (2018) : Wuyou
- The Big Holy Demon (2018)
- Monster Undersea (2018)
- Monster Undersea 2 (2018)
- Attrition (2018) : Chen Man
- The Great Sage Sun Wukong (2019) : Sun Wukong
- Nocturnal Girl (2019)
- Big Trouble in Dragon Palace (2019)

### Télévision
- Fist of Power (1995)
- The Hitman Chronicles (1996)
- Justice Sung (1997)
- Weapons of Power (1997)
- Demi-Gods and Semi-Devils (1997) : Hui-juk
- The New Shaolin Temple (1998)
- Young Hero Fong Sai Yuk (1999) : Hong Xiguan
- In the Realm of Fancy (2003)
- Xin Yi Jian Mei (2009)
- Beijing Love Story (2011)
- The Legend of Chu Liuxiang (2012)
- Beauties of the Emperor (2012) - Zi Ren
- The Bride with White Hair (2012)
- The Flying Swords of Dragon Gate (2015)
- Legend of Zu Mountain (2015)
- The Heavenly Sword and the Dragon-Slaying Sabre (2019)